# Cheirimedeia macrocarpa
Cheirimedeia macrocarpa är en kräftdjursart som först beskrevs av Bulycheva 1952.  Cheirimedeia macrocarpa ingår i släktet Cheirimedeia och familjen Isaeidae.

## Underarter
Arten delas in i följande underarter:
- C. m. americana
- C. m. macrocarpa